# مارك أغيار
مارك أغيار (بالإنجليزية: Mark Aguiar) هو اقتصادي أمريكي، ولد في 1966.